# Anastrepta
Anastrepta, rod jetrenjarki iz porodice Anastrophyllaceae. Na popisu su 4 vrste iz Europe, Azije i Amerike

## Vrste
1. Anastrepta bifida (Stephani) Stephani
2. Anastrepta longissima (Stephani) Stephani
3. Anastrepta orcadensis (Hook.) Schiffn.
4. Anastrepta sikkimensis Stephani